# 霍曼陨石坑

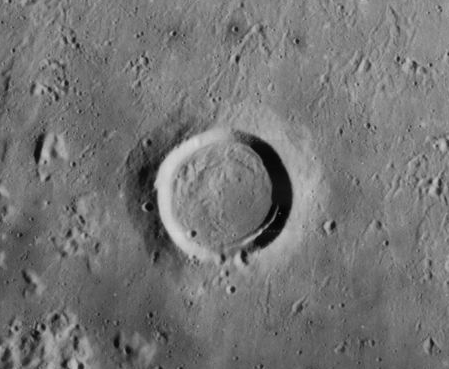
月球轨道器4号拍摄的图像

霍曼陨石坑（Hohmann）是位于月球背面东方海中的一座小撞击坑，其名称取自德国土木工程师瓦尔特·霍曼(1880年-1945年)，1970年被国际天文学联合会正式接受。

## 描述
该陨坑西侧毗邻伊林陨石坑、北面和东面分别坐落了蒙德环形山和科普夫陨石坑，它的南面绵延着佩蒂特月溪，往东则是蜿蜒的春湖
。该陨坑中心月面坐标为17°55′S 94°16′W / 17.92°S 94.26°W，直径16.81公里，深约2.69公里。
霍曼陨石坑外观轮廓圆状，坑壁边沿尖峭、清晰，只受到轻微的磨损，二座小撞击坑覆盖在南侧壁上。该陨坑外侧坡平缓倾斜至周边月表，但内侧壁则陡直伸向坑底，沿东南部显示有阶坡状结构痕迹，环周边分布有一些来自北面蒙德环形山的喷发堆积物以及一系列的次生坑，可能也有一些堆积在坑内。霍曼陨石坑坑壁平均高出周边地形表面630米，坑内除东南部较平坦外，其余地区则崎岖不平，但没有中央峰，靠西南内壁坐落了一座小陨坑。
由于该陨坑接近月球西侧边沿，该区域偶尔会在月球摄动期间进入地球视野。但只能从侧面观察到该盆地，无法看到更多的细节。

## 卫星陨石坑
按惯例，最靠近霍曼陨石坑的卫星坑在月图上将在其中心点旁放置一字母来标注它们。
| 霍曼 | 纬度     | 经度     | 直径     |
| ---- | -------- | -------- | -------- |
| Q    | 21.78° S | 98.28° W | 14.1公里 |

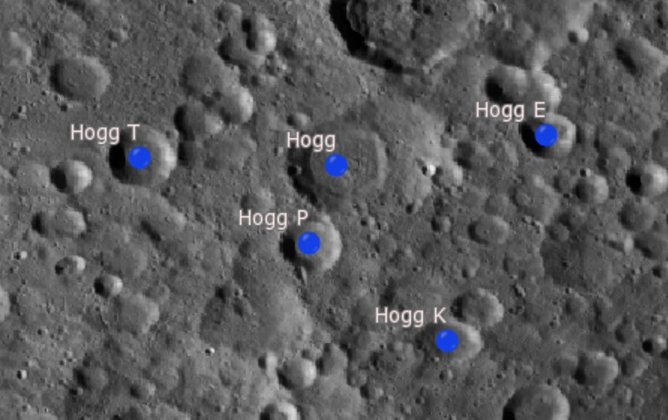
卫星坑，月球勘测轨道飞行器拍摄

- 1985年卫星坑"霍曼 T"被国际天文学联合会更名为伊林陨石坑。

## 另请参阅
- Andersson, L. E.; Whitaker, E. A. . NASA RP-1097. 1982.
- Blue, Jennifer. . USGS. July 25, 2007  [2007-08-05]. （原始内容存档于2019-12-05）.
- Bussey, B.; Spudis, P. . New York: Cambridge University Press. 2004. ISBN 978-0-521-81528-4.
- Cocks, Elijah E.; Cocks, Josiah C. . Tudor Publishers. 1995. ISBN 978-0-936389-27-1.
- McDowell, Jonathan. . Jonathan's Space Report. July 15, 2007  [2007-10-24]. （原始内容存档于2019-06-21）.
- Menzel, D. H.; Minnaert, M.; Levin, B.; Dollfus, A.; Bell, B. . Space Science Reviews. 1971, 12 (2): 136–186. Bibcode:1971SSRv...12..136M. doi:10.1007/BF00171763.
- Moore, Patrick. . Sterling Publishing Co. 2001. ISBN 978-0-304-35469-6.
- Price, Fred W. . Cambridge University Press. 1988. ISBN 978-0-521-33500-3.
- Rükl, Antonín. . Kalmbach Books. 1990. ISBN 978-0-913135-17-4.
- Webb, Rev. T. W.  6th revised. Dover. 1962. ISBN 978-0-486-20917-3.
- Whitaker, Ewen A. . Cambridge University Press. 1999. ISBN 978-0-521-62248-6.
- Wlasuk, Peter T. . Springer. 2000. ISBN 978-1-85233-193-1.